# Meganura graueri
Meganura graueri är en stekelart som först beskrevs av Josef Fahringer 1928.  Meganura graueri ingår i släktet Meganura och familjen bracksteklar. Inga underarter finns listade i Catalogue of Life.